# Bistum Trujillo (Honduras)
Das Bistum Trujillo (lateinisch Dioecesis Truxillensis in Honduria) ist eine in Honduras gelegene römisch-katholische Diözese mit Sitz in der Küstenstadt Trujillo.

## Geschichte
Das Bistum Trujillo wurde am 3. Juli 1987 durch Papst Johannes Paul II. aus Gebietsabtretungen des Bistums San Pedro Sula errichtet und dem Erzbistum Tegucigalpa als Suffraganbistum unterstellt.
Am 26. Januar 2023 unterstellte Papst Franziskus das Bistum dem mit gleichem Datum zum Metropolitansitz erhobenen Erzbistum San Pedro Sula als Suffragan.

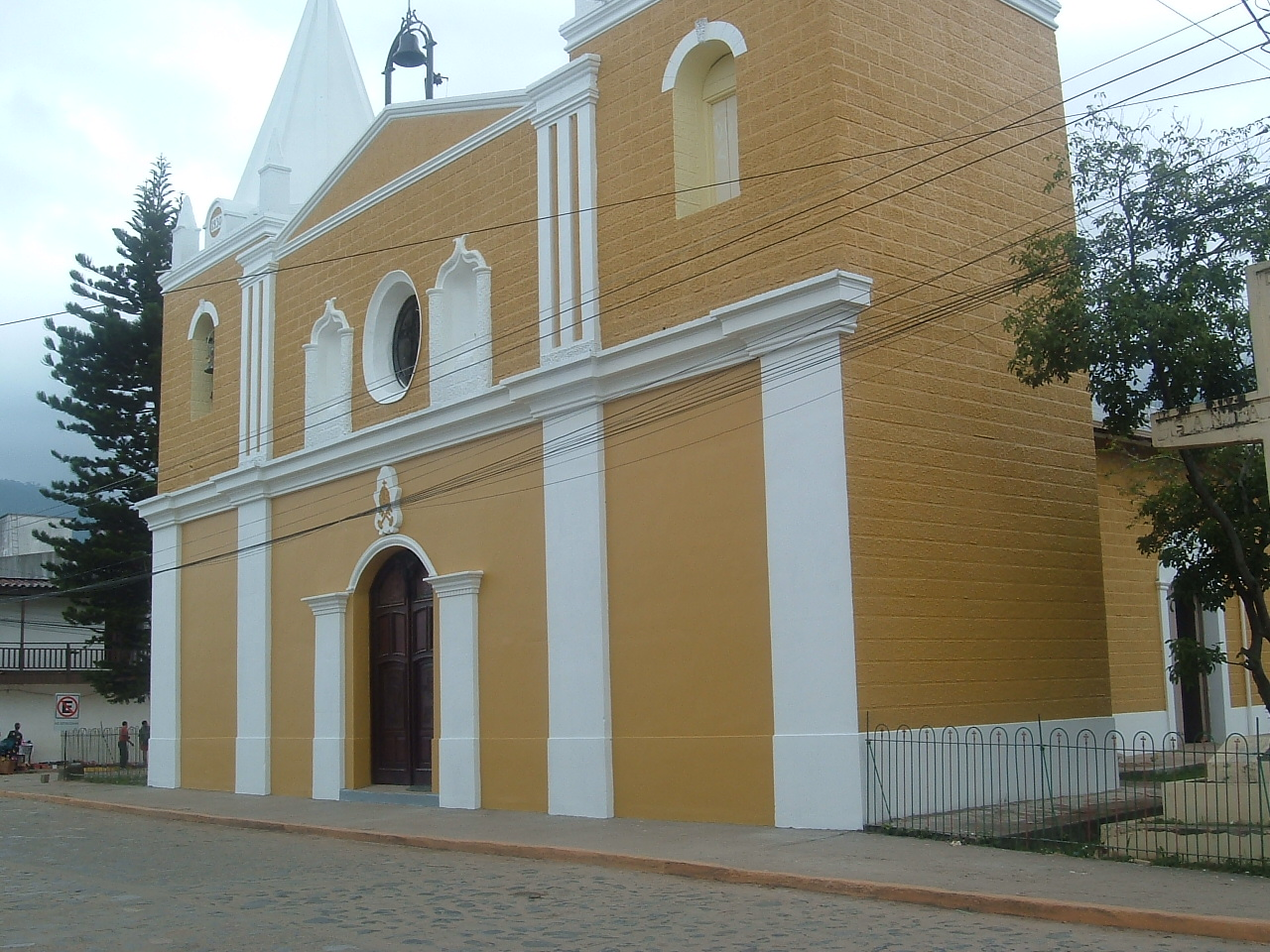
Kathedrale von Trujillo (Honduras)

## Bischöfe von Trujillo
- Virgilio López Irías OFM, 1987–2004
- Luis Felipe Solé Fa CM, 2005–2023
- Henry Orlando Ruiz Mora, seit 2023